# Finska mästerskapet i bandy 1962
Finska mästerskapet i bandy 1962 avgjordes genom en enda serie. Oulun Palloseura vann mästerskapet för tredje säsongen i rad.

## Mästerskapsserien

### Slutställning
| Lag                       | Spelade | Vinster | Oavgjorda | Förluster | Målskillnad | Poäng |
| ------------------------- | ------- | ------- | --------- | --------- | ----------- | ----- |
| OPS                       | 9       | 7       | 2         | 0         | 34–11       | 16    |
| OLS                       | 9       | 4       | 4         | 1         | 34–19       | 12    |
| Käpylän Urheilu-Veikot    | 9       | 4       | 3         | 2         | 31–33       | 11    |
| Veitsiluodon Vastus       | 9       | 5       | 1         | 3         | 26–24       | 11    |
| Mikkelin Palloilijat      | 9       | 4       | 2         | 3         | 29–26       | 10    |
| Lappeenrannan Veiterä     | 9       | 4       | 1         | 4         | 24–24       | 9     |
| Oulun Työväen Palloilijat | 9       | 2       | 3         | 4         | 18–26       | 7     |
| Warkauden Pallo -35       | 9       | 3       | 0         | 6         | 15–20       | 6     |
| VPS                       | 9       | 2       | 2         | 5         | 13–23       | 6     |
| IFK Vasa                  | 9       | 0       | 2         | 7         | 13–41       | 2     |

### Matcher
| Lag                       | OPS | OLS | KUV | VV  | MP  | LV  | OTP | WP35 | VPS | VIFK |
| ------------------------- | --- | --- | --- | --- | --- | --- | --- | ---- | --- | ---- |
| OPS                       |     | 3-3 | 2-2 | 5-1 |     | 7-2 |     |      | 5-1 |      |
| OLS                       |     |     |     |     | 6-3 |     | 2-2 | 5-2  |     | 8-0  |
| Käpylän Urheilu-Veikot    |     | 4-4 |     |     |     | 1-2 |     | 3-2  | 4-2 |      |
| Veitsiluodon Vastus       |     | 1-0 | 2-8 |     |     | 1-0 | 7-3 |      |     | 5-1  |
| Mikkelin Palloilijat      | 1-4 |     | 4-3 | 3-3 |     |     |     |      |     | 9-3  |
| Lappeenrannan Veiterä     |     | 2-4 |     |     | 3-4 |     | 4-1 | 4-2  |     | 3-2  |
| Oulun Työväen Palloilijat | 1-4 |     | 2-3 |     | 3-3 |     |     | 2-1  | 2-0 |      |
| Warkauden Pallo -35       | 0-3 |     |     | 3-2 | 1-0 |     |     |      | 0-1 |      |
| VPS                       |     | 2-2 |     | 1-4 | 0-2 | 2-2 |     |      |     |      |
| IFK Vasa                  | 0-1 |     | 3-3 |     |     |     | 2-2 | 0-4  | 2-4 |      |

#### Skiljematch för att undvika nedflyttning
| Lag 1               | Resultat | Lag 2 |
| ------------------- | -------- | ----- |
| Warkauden Pallo -35 | 6–3      | VPS   |

VPS och VIFK åkte ur serien. Nykomlingar från Finlandsserien blev Viipurin Reipas och Lappeenrannan Pallo.

## Finska mästarna
OPS: Jaakko Reiniharju, Jorma Ollanketo, Tuomo Kilponen, Raimo Okkonen, Pauli Heiskanen, Matti Kovalainen, Raimo Kaarela, Heikki Ollikainen, Seppo Alatalo, Juhani Turpeenniemi, Alpo Aho, Jorma Kukkonen, Kalevi Härmä och Heikki Forsman.